# Ordinul Mevlevi
Ordinul Mawlaw'īyya / Mevlevi, sau Mevlevilik / Mevleviye este un ordin sufi fondat in Konya de adepții lui Jalāl ad-Dīn Muhammad Rūmī (persană: جلال‌الدین محمد رومی), cunoscut și ca Jalāl ad-Dīn Muhammad Balkhī (جلال‌الدین محمد بلخى),Mawlānā (مولانا, "învățătorul nostru"), Mevlânâ, Mevlevî (مولوی Mawlawī, "învățătorul meu"), sau doar, simplu, Rūmī (1207 – 17 decembrie 1273), poet persan, jurist, om de știință islamic, teolog și mistic sufi. Sunt cunoscuți și ca derviși rotitori, datorită faimoasei lor tehnici de rotire ca formă a dhikr (rememorare, pomenire a Divinului). Derviș este denumirea unui inițiat pe calea sufi; rotirea este o parte a unei ceremonii formale numită sama/sema, unde participanții sunt cunoscuți ca semazen.

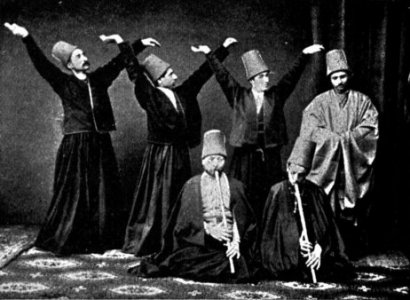
Derviși Mevlevi în 1887

Ordinul Mevlevi prezintă similarități cu alte ordine sufi precum  Qadiri (fondată în 1165),  Rifa'i (fondată în 1182) și Qalandar.
"Ceremonia Mevlevi Sama" a fost recunoscută în 2005, de către UNESCO, în cadrul Masterpieces of the Oral and Intangible Heritage of Humanity.

## Generalități
Ordinul Mawlawi/Mevlevi a fost fondat în 1273 de către adepții lui Rūmī, mai precis de către succesorul său Hüsamettin Çelebi care a decis să ridice un mausoleu pentru Mawlâna, și apoi pentru fiul lui Mawlâna, Baha al-Din Muhammad-i Walad  (sau Çelebi, însemnând "pe deplin inițiat"). Acesta a fost un maestru mistic sufi cu talent organizatoric. Eforturile sale personale au fost continuate de către succesorul său, Ulu Arif Çelebi.
Membrii Mevlevi cred în realizarea dhikr într-o formă aparentă de dans acompaniat de muzică religioasă, cunoscută sub numele de sama/sema, ce implică rotirea participanților supravegheați de maestru, de unde și supranumele ordinului cunoscut drept „dervișii rotitori”. Sema reprezintă o călătorie mistică, o ascensiune spirituală dizolvând mintea prin iubire, către „Cel Perfect”. Îndreptându-se către adevărul divin, adeptul crește spiritual prin iubire, își anulează ego-ul, găsește adevărul, și ajunge la "Cel Perfect". Se reîntoarce din călătoria spirituală ca un om care a atins maturitatea și o mai mare perfecțiune, capabil de a iubi și de a fi în serviciul întregii creații.
Rūmī a spus în legătură cu sama:
- Pentru ei este sama
- acestei lumi și celeilalte.

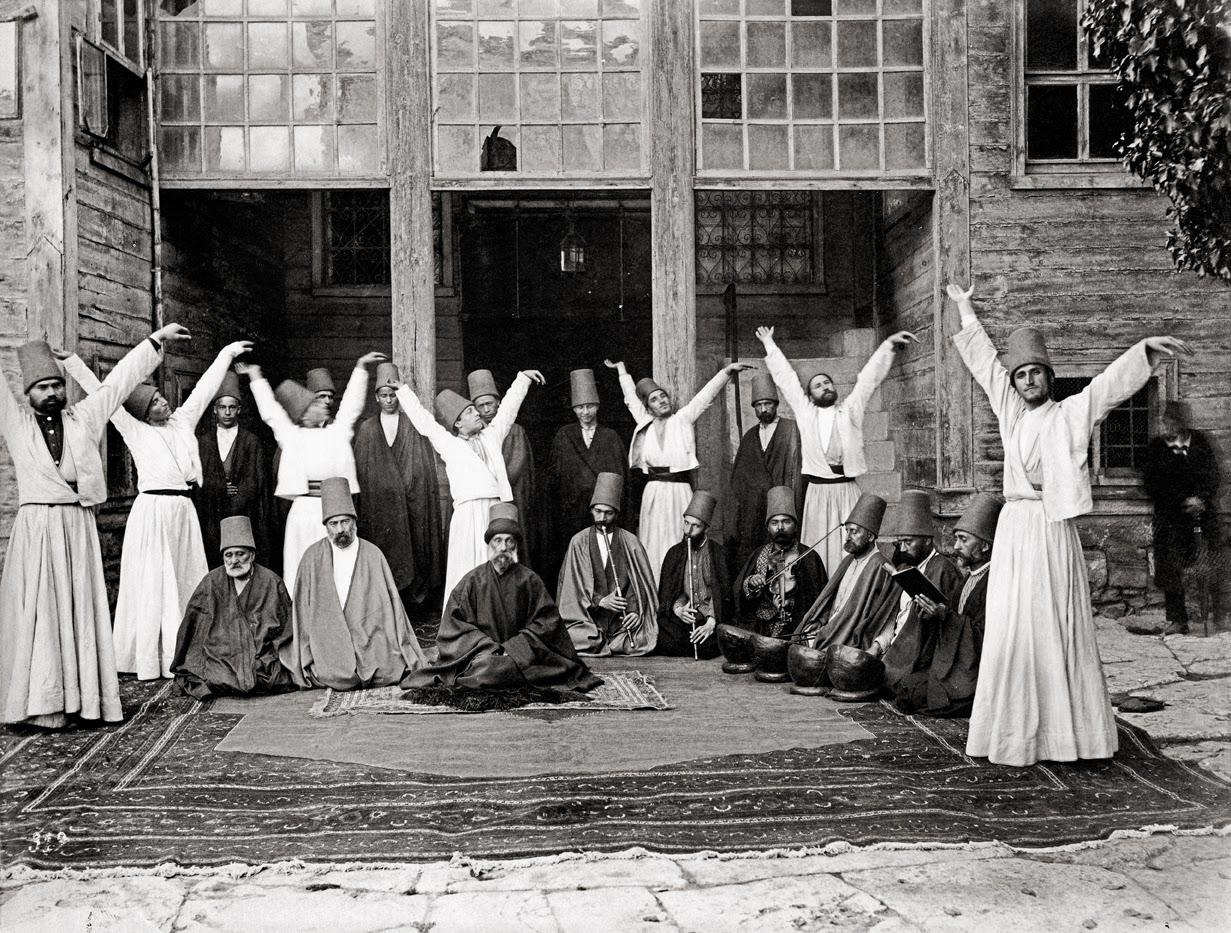
Derviși și maeștrii lor (Galata)

- Mai mult chiar, pentru cei ce ce dansează în sama,
- ce se rotesc și au înlăuntrul lor, propria Ka'aba[4].

## Sama

### Originile Sama

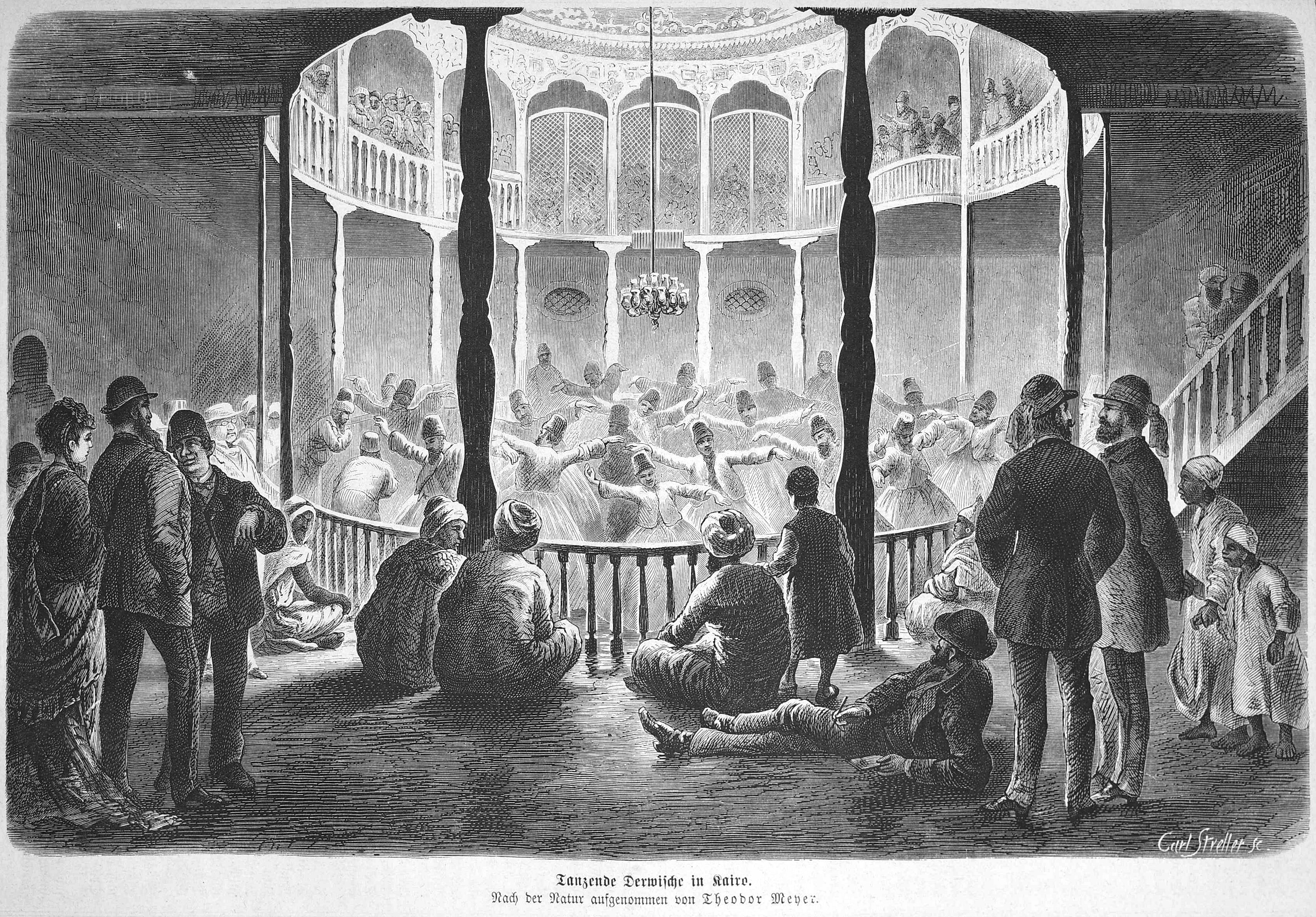
Desfășurarea sema în 1871

Originile Sema se găsesc la Rūmī însuși, maestru spiritual sufi în numele căruia Ordinul Mevlevi s-a înființat. Povestea creării acestei unice forme de dhikr ne spune că Rūmī se plimba prin piața orașului într-o zi, când a auzit sunetul ritmic al ciocanelor unor meșteșugari aurari. Se crede că Rūmī a auzit "lā ilāha illā-llāh", în arabă "لا اله الا الله", "Nu există alt zeu în afară de Allah (Dumnezeu)", rostit de către meșteșugarii batând aurul cu ciocanele și a fost atât de fericit încât și-a întins brațele și a început să se rotească. Cu aceasta, practica sama a dervișilor Ordinului Mevlevi a luat ființă.
În cazul ritualului Sama, participanții includeau nu doar semazen (dervișii rotitori), dar și neyzen și kudumzen (muzicieni), precum și hanende (cântăreți ai litaniei). Scopul principal era obținerea unei stări extatice.
Sama a fost practicată în săli rituale numite samahane (în principiu de formă octogonală, jucând și rolul de moscheie - cuprinzând mihrab (desemnând direcția către Mecca) și minbar de unde imamul/ șeicul putea ține cuvântări membrilor), în acord cu un ritual simbolic precis stabilit, cu dervișii rotindu-se într-un cerc în jurul maestrului (șeic, pir), care supraveghează discipolii și este singurul care se rotește în jurul axei sale. Lângă mihrab se află o blană de oaie vopsită în roșu, unde șeicul se instalează pe perioada ceremoniei. Culoarea simbolizează cerul la asfințit, la momentul morții lui Rūmī.

Sama este realizată prin rotirea în jurul piciorului stâng. Dervișii poartă o ținută de culoare albă, simbol al morții, o mantie largă de culoare neagră (hırka) (simbol al mormântului) și un clop înalt de culoare maronie (kûlah sau sikke), ce simbolizează piatra de mormânt.

### Etape
Ritualul Sama este împărțit în patru părți, fiecare cu semnificația sa:
Naat și Taksim – Naat este începutul ceremoniei, unde unul dintre cântăreți realizează o laudă Profetului Muhammad. Această parte este finalizată cu o improvizație (taksim) realizată la flautul (ney) care simbolizează separarea de Dumnezeu.
Devr-i Veled – În timpul acestei părți, derviții se înclină fiecare în fața celuilalt și realizează o procesiune impunătoare în șir indian în jurul sălii. Plecăciunea se spune că reprezintă confirmarea suflului divin prezent în fiecare. După ce toți dervișii fac acest lucru, îngenunchează și își scot mantiile negre.
Cele patru stări de pace (salam)/ Cele patru saluturi – Acestea reprezintă partea centrală a sama-ei. Dervișii rotitori simbolizează Luna și se rotesc în jurul maestrului (șeic, pir) care simbolizează Soarele. Așa cum s-a mai menționat, ei se rotesc pe piciorul stâng și suplimentar ridică brațele în lateral, dreapta cu palma în sus spre cer, cealaltă, stânga, este îndreptată cu fața către pamânt. Cele patru stări de pace (acompaniate și de saluturi care punctează aceste stări) sunt reprezentări ale călătoriei spirituale prin care orice credincios trece. Prima este reprezentarea recunoașterii lui Dumnezeu, a doua este recunoașterea existenței în uniune, a treia reprezintă extazul pe care cineva îl trăiește în totală abandonare și a patra, unde Șeicul participă în dans,este simbolul stării de pace a inimii datorate uniunii divine. După cele patru saluturi, această parte a ceremoniei se încheie cu un alt solo improvizat (taksim).
Rugăciunea de încheiere – Cea de a patra parte a ceremoniei este formată dintr-o recitare din Qu'ran și o rugăciune realizată de Șeic, apoi sama este încheiată.

## Istoric
Până în secolul XV, ordinul și-a stabilit ritualuri acoperind toate aspectele comunității și o îmbrăcăminte distinctă bazată pe alegerile personale ale lui Rumi, devenind astfel standard pentru toți membrii. Această îmbrăcăminte era diferențiată prin accesorii și stil, pentru a distinge diferitele grade ale dervișilor. Aceste grade erau: muhip (simpatizant), derviș („căutător al porților”), dede (vârstnic), șeic (conducător al unei confrerii anume -tekke), halife (succesor al șeicului) și Çelebi (cel mai mare grad Mevlevi, descendentul lui Rūmī).
Inițierea (Çile) însemna parcurgerea unui proces prin catre neofitul (muhip) trebuia (doar după îmăplinirea 18 ani) să demonstreze suficientă cunoaștere, inteligență și ambiție pentru a fi acceptat în Ordin. Dacă era găsit potrivit, în urma unei verificări ale profilului, educației, reputației și familiei din care făcea parte, aspirantul era invitat să participe. După această etapă preliminară, învățăcelul primea clopul maroniu de la șeic în urma unor acte rituale, semn că a fost admis în Ordin. Participarea în continuare putea fi ca extern (putea pleca și reveni doar pentru ritualuri) sau intern, ceea ce însemna parcurgerea unui drum mult mai profund de inițiere.

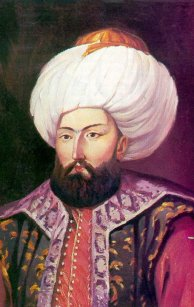
Mehmed I

Ordinul Mevlevi a devenit un ordin sufi bine ancorat în Imperiul Otoman prin realizarea unei relații desânge cu sultanii otomani atunci când Devlet Hatun, o descendentă a Sultanului Walad (fiul lui Rūmī) s-a căsătorit cu sultanul Bayazid I. Fiul lor Mehmed I Çelebi a devenit următorul sultan și a avut o grijă manifestată financiar față de ordin, la fel ca și succesorii săi.
Mulți dintre membrii ordinului au servit în diferite posturi oficiale Califatul. Centrul Ordinului Mevlevi a fost în Konya, acolo unde este înmormântat și inițiatorul său, Mawlānā Jalāl ad-Dīn Muhammad Rūmī. Mai există o mănăstire Mevlevi (dergah) în Istanbul, în districtul Beyoğlu, unde sama este realizată, fiind accesibilă publicului.
În timpul Imperiului Otoman, din Ordinul Mevlevi s-au evidențiat un număr de poeți faimoși și muziceni precum as Sheikh Ghalib, Ismail Ankaravi și Abdullah Sari. Muzica vocală și instrumentală (în special la ney) joacă un rol important în ceremonia Mevlevi și compozitori faimoși precum Dede Efendi au scris muzică pentru ayin (colecție de piese muzicale pentru ceremoniile Mevlevi). Textele sunt în mod normal o selecție din poemele lui Mawlānā.
În timpul perioadei otomane, Ordinul Mevlevi s-a împrăștiat în Balcani, Siria, Liban, Egypt și Palestina, în special în Ierusalim, chiar și în India. 

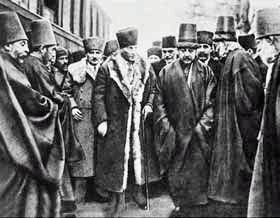
Mustafa Kemal și membri ai Ordinului Mevlevi

În timpul primului război mondial, Regimentul Mevlevi a servit în Siria și Palestina sub comanda celei de-a 4-a armate. Un batalion de aproape 800 de derviși (Mucahidin-i Mevleviyye) a fost format în decembrie 1914 în Konya și trimis în Damasc. Un alt batalion i s-a alăturat la sfârșitul lui august 1916 și împreună au format Regimentul Mevlevi. Această unitate militară nu a lutat însă și a fost desființată la finalul lui septembrie 1918. Mustafa Kemal Ataturk s-a întâlnit cu membrii Ordinului Mevlevi înainte ca acesta să devină ilegal (1925) prin Legea 677.
Loja dervișilor din Konya a devenit Muzeul Mevlana. Conducerea ordinului a fost realizată de descendenți ai lui Rūmī în Konya până în ziua de astăzi.
Se crede că după 1925, descendenții lui Rūmī au continuat să practice forma de zikr cunoscută. În 1925, s-au dat câteva drepturi de realizare a ritualului în public (ca atracție turistică); în ceea ce privește ordinul, acesta rămâne interzis.
Ordinul în ziua de astăzi este activ în Turcia, fiind condus de către nepotul lui Rūmī (la a 22-a generație), Faruk Hemdem Çelebi. Ordinul Mevlevi a supraviețuit deoarece a reușit să se transforme într-o organizație non-politică.